# Faulbaum-Bläuling

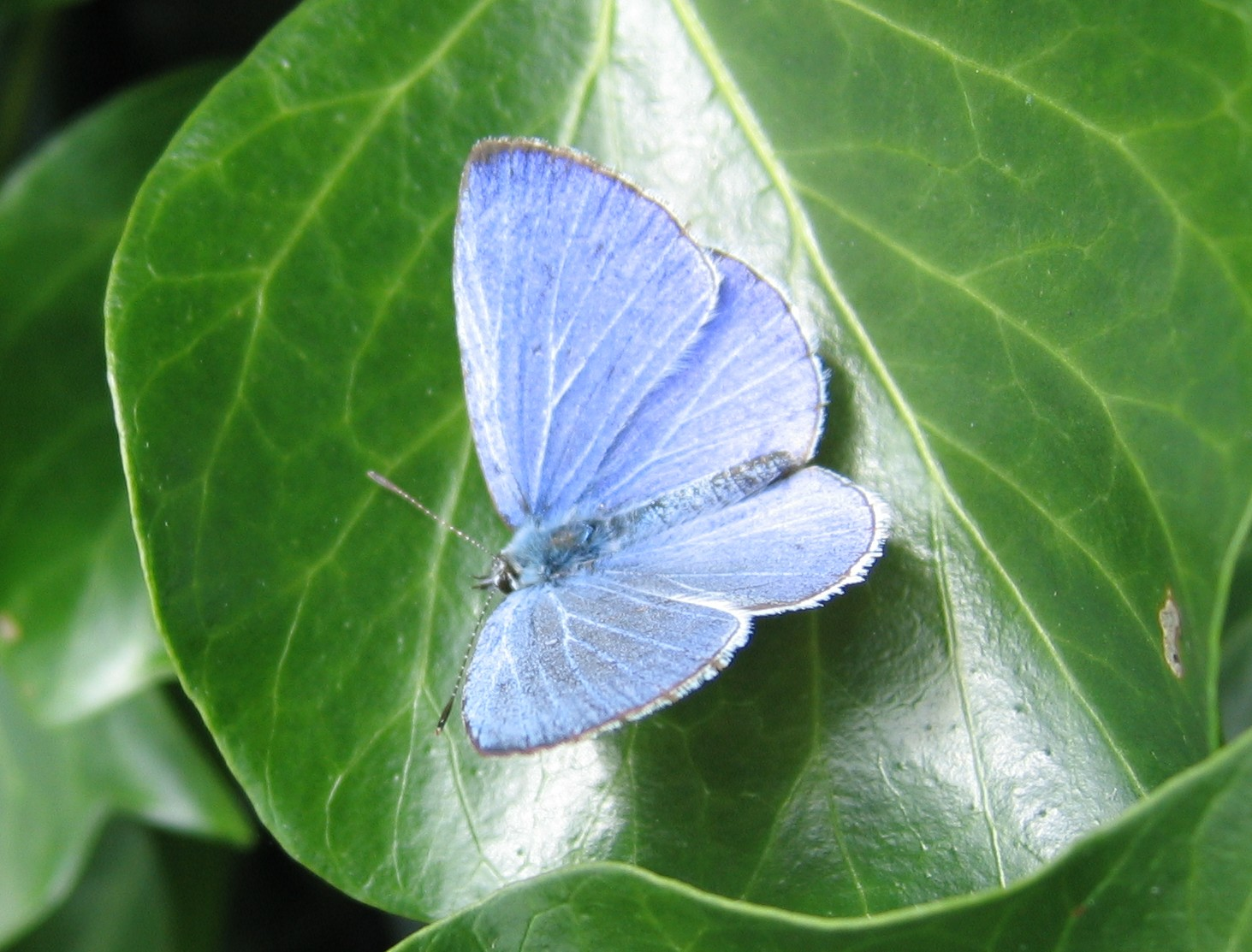
Faulbaum-Bläuling (Celastrina argiolus) ♂

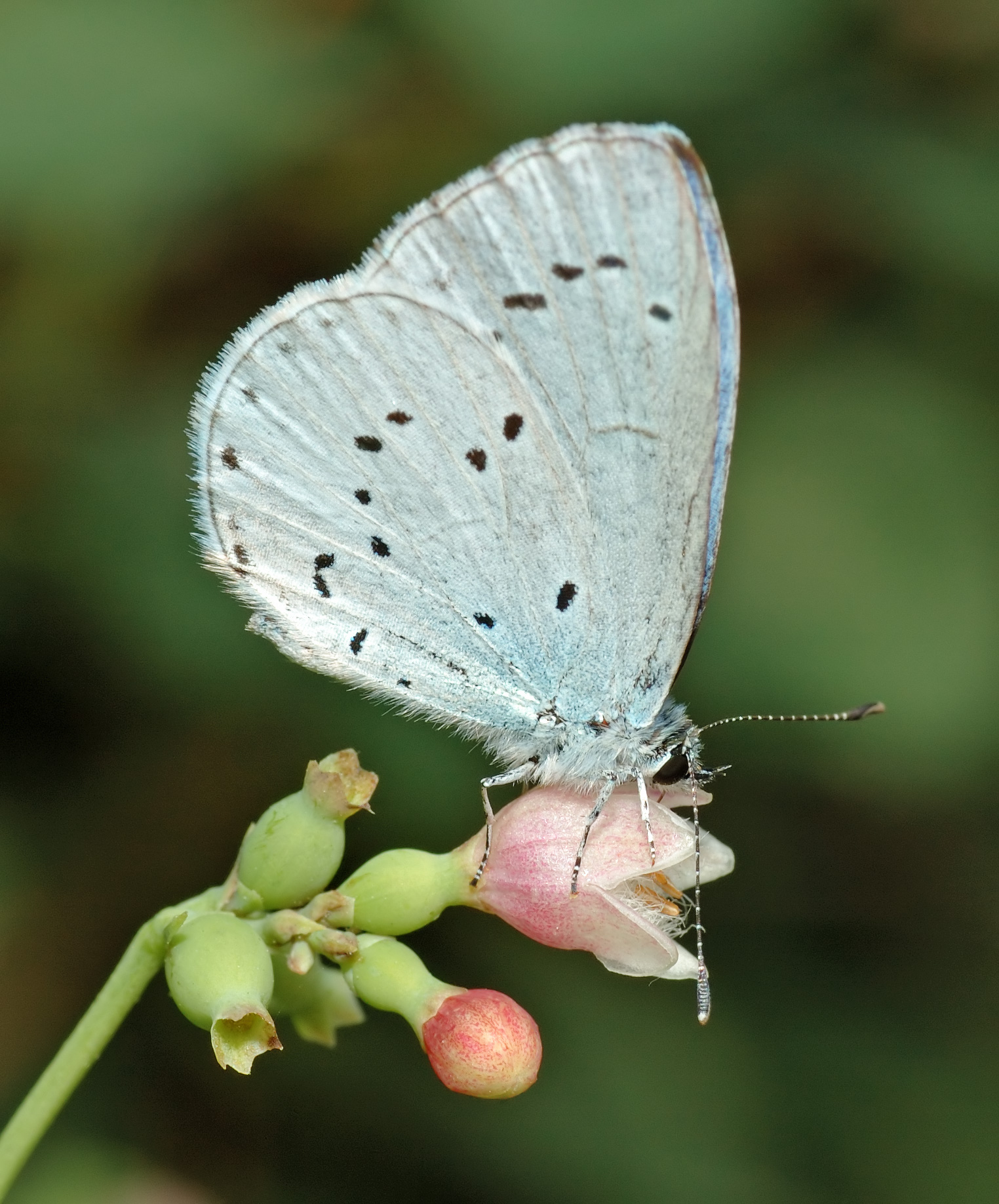
Faulbaum-Bläuling bei der Nahrungsaufnahme

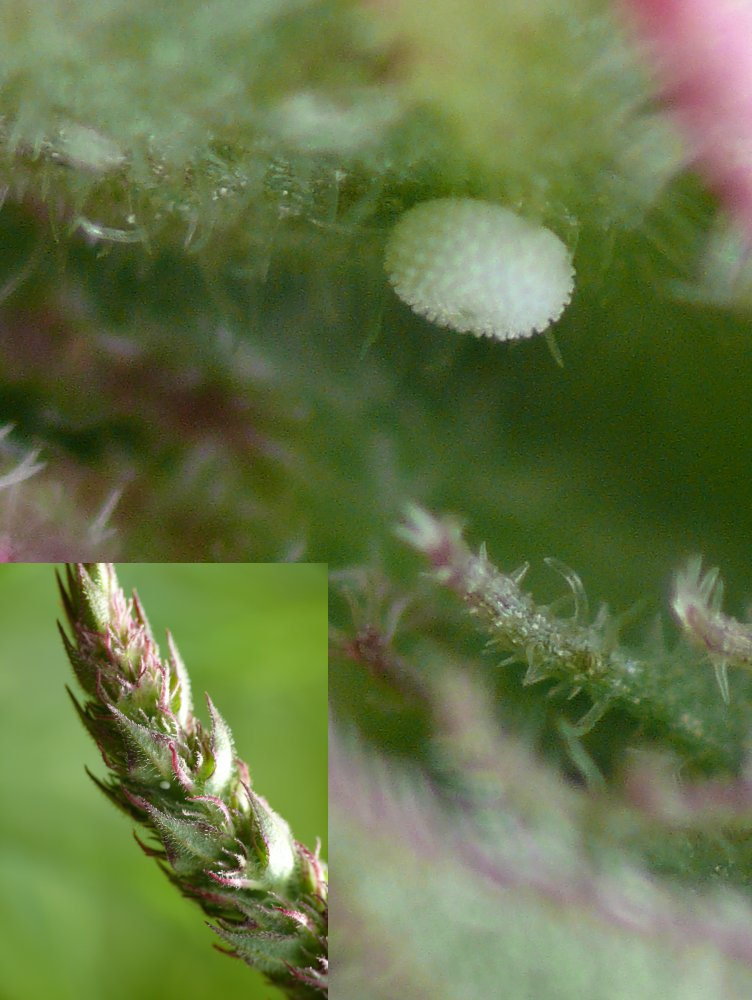
Ei an Blutweiderich (Lythrum salicaria)

Der Faulbaum-Bläuling (Celastrina argiolus), auch Garten-Bläuling genannt, ist ein Schmetterling (Tagfalter) aus der Familie der Bläulinge (Lycaenidae), der vor allem in Mitteleuropa vertreten ist.

## Merkmale

### Falter
Der Faulbaum-Bläuling ist ein kleiner Falter von nur 20 bis 30 Millimetern Flügelspannweite, der zwar in fast allen halboffenen Biotopen, aber immer nur in geringer Dichte angetroffen wird. Sowohl Männchen als auch Weibchen sind blau gefärbt. Die blaue Färbung der Flügeloberseiten reicht bei den Weibchen jedoch nicht bis zum Flügelrand. Der dunkle Rand auf der Flügeloberseite der Weibchen ist in der zweiten Generation breiter als in der ersten Generation. Unterseits sind die Falter weißblau gefärbt und zeigen eine unauffällige schwarze Zeichnung.

### Raupe
Die meist blassgrünen Raupen erreichen eine Länge von höchstens 14–17 mm. Seitlich und auf dem Rücken tragen sie rosafarbene Längsstreifen. Einige Raupen tragen auch andere Farben, von blassgrün mit rosafarbenen Längsstreifen über rosa bis hin zu braunvioletten Farbtönen an den Seiten und auf dem Rücken. Die Raupen trifft man meist im Juli und August sowie etwas später im Herbst in der Natur an.

## Genetik
Vom Genom eines männlichen Faulbaum-Bläulings sind 499 Mb (Megabasen) sequenziert und in silico 26 Großmolekülen zugeordnet. Bestätigt wurde diese Zahl mit entsprechenden Telomer-Sequenzen und einer Methode, die die Chromosomen-Konformation erfasst. Der Karyotyp besteht demnach aus 25 Autosomen (nach abnehmender Größe geordnet) und dem Z-Chromosom als Nummer 26. Letzteres bestimmt das männliche Geschlecht. Damit wurden frühere Autoren korrigiert, die lediglich 1n = 25 gezählt hatten.
Insgesamt wurden 12.199 proteinkodierende und 1.981 nicht kodierende Gene festgestellt. Alle Daten sind abgelegt im European Nucleotide Archive und zugänglich unter der Nummer PRJEB41907.

## Flugzeit
Celastrina argiolus fliegt in zwei Generationen von April bis September.

## Lebensraum
Der Faulbaum-Bläuling bevorzugt feuchte bis halbtrockene, eher lichte Wälder. Der Bewohner vieler unterschiedlicher Lebensräume mit einer Bindung an Laubbäume kommt jedoch auch mit eher trockenen Lebensräumen wie zum Beispiel Trockenrasen, Heidelandschaften, Parks und Gärten zurecht. Der Schmetterling wird daher auch Garten-Bläuling genannt, auch weil er als Kulturfolger immer häufiger in Gärten anzutreffen ist.

## Lebensweise
Der Faulbaum-Bläuling schlüpft sehr zeitig (April) im Frühjahr. Die Futterpflanzen der Raupe sind sehr vielfältig und unterschiedlich. Im Garten nutzt er z. B. gerne sonnig stehenden Blutweiderich (Lythrum salicaria) in Teichnähe. Weitere Futterpflanzen sind Johannisbeeren (Ribes), Kreuzdorn (Rhamnus), Zwergginster (Chamaecytisus), Lupinen (Lupinus), Heidelbeeren (Vaccinium), Wicken (Vicia), Hartriegel (Cornus), Apfelbaum (Malus), Prunus, Vogelknöteriche (Polygonum), Eichen (Quercus), Erdbeerbäume (Arbutus) und Faulbaum (Frangula). Er lebt aber auch an verschiedenen Kleearten wie z. B. Luzerne (Medicago sativa) oder Rotklee. Die Verpuppung erfolgt bodennah unter Blättern.
Die Überwinterung erfolgt beim Faulbaum-Bläuling als Puppe.

## Verbreitung
Der tagaktive Falter ist fast auf dem ganzen europäischen Kontinent und Nordwestafrika verbreitet, wobei er in Mitteleuropa am häufigsten auftritt. In Nordskandinavien und Irland wird er nur selten angetroffen.